# Acroceratitis clavifera
Acroceratitis clavifera es una especie de insecto del género Acroceratitis de la familia Tephritidae del orden Diptera.

## Historia
Erich Martin Hering la describió científicamente por primera vez en el año 1938.